# Ново-Сараєво
Ново-Сараєво (хорв. і босн. Opština Novo Sarajevo, серб. Општина Ново Сарајево) — боснійська громада, розташована в Сараєвському кантоні Федерації Боснії і Герцеговини. Адміністративним центром є місто Сараєво.
| Боснія і Герцеговина | Це незавершена стаття з географії Боснії і Герцеговини. Ви можете допомогти проєкту, виправивши або дописавши її. |